# Vulfario
Vulfario, le varianti di questo nome sono Wolfarius, Wolpharius, Woltfarius, Wilfarius, Wualfarius e Vulferius. (VIII secolo – 18 agosto 816), è stato un vescovo francese.
Fu vescovo di Reims e abate di abbazia di Saint-Remi dall'812 fino alla sua morte. Fu un alto dignitario dell'Impero carolingio sotto i regni di Carlomagno e di Ludovico il Pio.

## Biografia
Nell'802 Vulfario era missus dominicus (rappresentante) per il missaticum comprendente il sud-est della provincia ecclesiastica di Reims. Questo ruolo di missus non è attestato che dalla Historia Remensis ecclesiae (Storia della Chiesa di Reims) di Flodoardo († 966), nel paragrafo in cui riprende i Capitulare missorum specialia dell'802.
Il nome del compagno laico di Vulfario (i missi dominici erano sempre in due, un religioso e un laico) è ignoto. Jacques Stiennon per primo è riuscito a recuperare questa informazione grazie a una moneta, il denario, datata dal regno di Carlomagno, che porta la scritta FUIFAR come missaticum di Vulfario, precisando che si tratta del responsabile della coniazione in carica; ma secondo un'altra interpretazione di questa scritta FIUFAR o ARFIUF, designerebbe Strasburgo, località ove questa moneta veniva coniata.
Vulfario fu anche legato di Carlomagno in Rezia nell'807. Secondo Flodoardo:
(Citato da Kosto (2003), p. 144)
Nella misura in cui i Sassoni erano a quell'epoca ancora per la maggior parte pagani, mettere gli ostaggi nelle mani di un prelato poteva facilitare l'ulteriore evangelizzazione di quel popolo.
Secondo il biografo di Carlomagno, Eginardo, Vulfario fu uno dei testimoni e dei garanti del testamento dell'imperatore nell'811, con il quale egli suddivideva il suo impero tra i suoi figli sopravvissuti.
Dal secolo VIII gli arcivescovi di Reims registravano atti detti ordinatio servitiorum (elenchi delle servitù), forma primitiva di polittico: questi documenti avevano l'elenco dei beni fondiari dell'arcidiocesi e li accorpavano gradualmente. 
(Goffart, 1972, pp. 375–76)
.
Vulfario ha anche creato la carica di emissario della Chiesa (advocatus ecclesiae) nella provincia di Reims.
Vulfario organizzò il Concilio di Reims dell'813. Nell'816, quando papa Stefano IV visitò la cattedrale di Reims per incoronarvi l'imperatore Luigi il Pio, egli era già gravemente ammalato, e morì poco dopo. Il popolo e il clero della città scelsero Gislemaro come suo successore, ma quando i vescovi de la provincia si riunirono, lo giudicarono incapace di leggere la Volgata latina, così la loro scelta cadde sul candidato dell'imperatore Ebbone.